# Microsoft Publisher
Microsoft Publisher is een desktoppublishing-toepassing van Microsoft. Het wordt vaak aangezien als een instapprogramma en als een programma om meer controle te hebben over de elementen van een pagina dan in Microsoft Office Word, maar minder dan in programma's zoals InDesign of QuarkXPress.
Historisch gezien is Publisher minder geliefd bij professionele, commerciële drukkerijen, zeker in vergelijking met andere desktoppublishingsoftware. Het programma is enkel beschikbaar voor Windows. Deze positie van Publisher als een basisprogramma wordt nog versterkt door problemen zoals lettertypes en ingevoegde objecten die niet beschikbaar zijn op de machines van de professionele dienstverleners (hoewel Publisher wel met hulpprogramma's komt om gerelateerde bestanden in zelf-uitpakkende toepassingen te bundelen). Veel geavanceerdere mogelijkheden zoals transparantie, schaduwen, tekst op paden en ingebouwde pdf-uitvoer zijn ofwel niet volledig functioneel ofwel niet aanwezig. Recentere versies hebben echter uitgebreidere mogelijkheden op gebied van de samenstelling en uitvoer van kleuren.
Publisher 2003 werd verspreid bij Microsoft Office 2003 Small Business Edition en Professional SKU's.
De meeste alternatieven voor Publisher, met uitzondering van Adobe PageMaker, hebben geen mogelijkheden om Publisher-bestanden in te lezen. Ruim gezien kan met LibreOffice Draw hetzelfde worden gedaan als met Publisher. Gebruikers die met Publisher-bestanden moeten werken maar de applicatie zelf niet hebben, moeten de maker van de Publisher-bestanden vragen om deze opnieuw te openen in Publisher en op te slaan als EMF (enhanced metafile). Deze bestanden kunnen bijna foutloos gelezen worden in zowel LibreOffice Draw op Linux  als Adobe Illustrator op Mac of Windows. Het resultaat kan vervolgens gemakkelijk opnieuw geëxporteerd worden als pdf.

## Versies
Versies voor Microsoft Windows zijn:
- 1991 - Microsoft Publisher for Windows
- 1993 - Microsoft Publisher 2.0
- 1995 - Microsoft Publisher 3.0 for Windows 95
- 1996 - Microsoft Publisher 97
- 1998 - Microsoft Publisher 98
- 1999 - Microsoft Publisher 2000 (ook bekend als versie 6, de laatste versie die compatibel is met Windows 95)
- 2001 - Microsoft Publisher 2002 (ook bekend als versie 10, de laatste versie die compatibel is met Windows 98, 98SE, ME, en NT 4.0)
- 2003 - Microsoft Office Publisher 2003 (versie 11)
- 2006 - Microsoft Office Publisher 2007 (versie 12)
- 2010 - Microsoft Office Publisher 2010 (versie 14)
- 2013 - Microsoft Office Publisher 2013 (versie 15)
- 2015 - Microsoft Office Publisher 2016 (versie 16)
- 2018 - Microsoft Office Publisher 2019 (versie 16)